# サミー・ヌジョック
サミー・ヌジョック（Sammy Ndjock 、1990年2月25日 - ）は、カメルーン・ヤウンデ出身の元プロサッカー選手。元カメルーン代表。現役時代のポジションは、ゴールキーパー。

## 経歴

### クラブ
リールのユースチームで育成され、2006–07シーズンにフランスアマチュア選手権に所属するBチームに昇格した。しかしトップチーム昇格は叶わず、2010年8月にスュペル・リグのアンタルヤスポルに移籍した。
2013年8月、TFF1.リグに昇格したフェトヒイェスポルにシーズン終了までの契約でレンタル移籍。
2015年3月、ミネソタ・ユナイテッドFCに移籍。

### 代表
2013年7月のウクライナ戦でスタメン出場しカメルーン代表初キャップ。主要大会では2014 FIFAワールドカップに参加した。

## エピソード
ミネソタ・ユナイテッド在籍中の2016年7月、AFCボーンマスとの親善試合に出場したヌジョックは、自ら守るゴールマウスに向かってボールを投げ入れるというオウンスローを記録した。このオウンゴールはボーンマスの2点目となり、最終的に0-4でボーンマスが勝利した。ヌジョックのオウンゴールに似たようなケースとして南雄太のオウンスローがある。

## 代表歴

### 出場大会
- カメルーン代表
  - 2014 FIFAワールドカップ

### 試合数
- 国際Aマッチ 3試合 0得点（2013年-2014年）[9]

| カメルーン代表 | 国際Aマッチ | 国際Aマッチ |
| 年             | 出場        | 得点        |
| -------------- | ----------- | ----------- |
| 2013           | 1           | 0           |
| 2014           | 2           | 0           |
| 通算           | 3           | 0           |